# 福岡県立小倉西高等学校
福岡県立小倉西高等学校（ふくおかけんりつ こくらにし こうとうがっこう, 英: Fukuoka Prefectural Kokura Nishi High School）は、福岡県北九州市小倉北区下到津五丁目にある県立高等学校。
100年以上の伝統と歴史をもつ。通称は「西高（にしこう）」、開校時は「小倉高女（こくらこうじょ）」と呼ばれていた。

## 概要
歴史

設置課程・学科
全日制課程（学年制） 普通科

## 沿革
高等女学校時代
- 1898年（明治31年）6月15日 - 「一町四ヶ村[1]組合立小倉高等女学校」として開校。小倉高等小学校の校舎の一部を借用。
- 1899年（明治32年）6月 - 足立村砂津に校舎と寄宿舎が完成。
- 1900年（明治22年）
  - 3月31日 - 第1回卒業式を挙行。
  - 4月1日 - 小倉町の市制施行により小倉市が発足。これに伴い「小倉市立小倉高等女学校」に改称。
- 1901年（明治34年）- 補習科を設置。
- 1908年（明治41年）4月1日 - 移管により「福岡県立小倉高等女学校」に改称。
- 1909年（明治42年）6月28日 - 新校舎が完成。
- 1912年（大正元年）9月 - 袴に三線を付ける。
- 1915年（大正4年）- 補習科を廃止。
- 1925年（大正14年）- 「福岡県小倉高等女学校」に改称（校名から「立」を除く）。
- 1927年（昭和2年）- 研究科を設置。
- 1935年（昭和10年）11月 - 到津校舎に移転。
- 1938年（昭和13年）
  - この年 - 研究科を家政専攻科（補習科）に改編。
  - 10月 - 新校舎落成式を挙行。
- 1941年（昭和16年）- 教員養成科（専攻科）を設置。
- 1944年（昭和19年）- 保育園を附設。
- 1946年（昭和21年）- 家政専攻科（補習科）・教員養成科（専攻科）・保育園を廃止。
- 1947年（昭和22年）
  - 3月31日 - 高等女学校の生徒募集を停止。
  - 4月1日 - 学制改革により新制の中学校を併設（以下・併設中学校）し、同年3月時点で高等女学校1・2年生を中学2・3年として収容。4年生は高等女学校在籍のまま。
- 1948年（昭和23年）
  - 3月31日 - 小倉高等女学校が廃止される。
  - 4月1日 - 学制改革により「福岡県立小倉女子高等学校」（新制高等学校）が発足。福岡県立小倉園芸高等学校定時制分校を併置。

新制高等学校（男女共学）
- 1949年（昭和24年）
  - 3月31日 - 併設中学校を廃止。
  - 4月1日 - 男女共学を実施。全日制普通課程5学級・全日制家庭課程1学級および昼間・夜間定時制を設置。
  - 8月 - 「福岡県立小倉西高等学校」（現校名）に改称。
- 1950年（昭和25年）4月5日 - 昼間定時制を廃止。
- 1953年（昭和28年）9月 - 校歌を制定。
- 1954年（昭和29年）3月1日 - 校旗を制定。
- 1962年（昭和37年）6月15日 - 体育館が完成。
- 1963年（昭和38年）4月1日 - 家庭課程を家政科に改称。
- 1977年（昭和52年）～1984年（昭和59年）3月まで - 校舎を全面改築。
- 1989年（平成元年）2月 - 同窓会館「津苑会館」が完成。
- 1990年（平成2年）3月 - 複合施設「周行館」を増設。
- 1993年（平成5年）3月 - 家政科を廃止。
- 1996年（平成8年）12月 - 体育館が完成。

## アクセス
最寄りのバス停
- 西鉄バス北九州
  - 「下到津」バス停より徒歩2分
  - 「東筑紫短大前」バス停より徒歩3分
  - 「金田陸橋西」バス停より徒歩5分
  - 「真鶴町」バス停より徒歩5分

最寄りの道路
- 国道3号
- 福岡県道270号堅町到津線
- 下到津32号線
- 下到津35号線

## 部活動
運動部
- 陸上競技部
- 水泳部
- 野球部
- 卓球部
- バスケットボール部
- ハンドボール部
- テニス部
- バドミントン部
- 弓道部
- バレーボール部

文化部
- アート部
- 書道部
- 茶華道部
- 吹奏楽部
- 放送部
- バトントワリング部
- 写真部

## 著名な出身者

### アート・文芸
- 斎藤史 - 歌人
- 竹清仁 - 映画監督

### 芸能
- 草刈正雄 - 俳優（東京都立青山高等学校に転校）
- パンチみつお - お笑い芸人
- 小川恵夢 - お笑い芸人

### スポーツ
- 村田康一 - 元プロ野球選手・審判員
- 白石豊土 - 元プロボクサー

### 教育
- 福田仁一 - 九州歯科大学元学長・元理事長
- 高橋和夫 - 国際政治学者、放送大学名誉教授
- 竹林紀雄 - 日本映画監督協会理事、文教大学教授、文化庁芸術祭執行委員

### 経済
- 内山文治 - ウチヤマホールディングス創業者・会長
- 浮城智和 - ベガコーポレーション創業者・社長

### その他
- 東條かつ子（旧姓伊藤） - 元内閣総理大臣東條英機夫人

## 周辺
- 九州栄養福祉大学
- 東筑紫短期大学
- 九州歯科大学
- 東筑紫学園高等学校・照曜館中学校
- 慶成高等学校